# Le Serment (film, 1922)
Pour les articles homonymes, voir Le Serment.

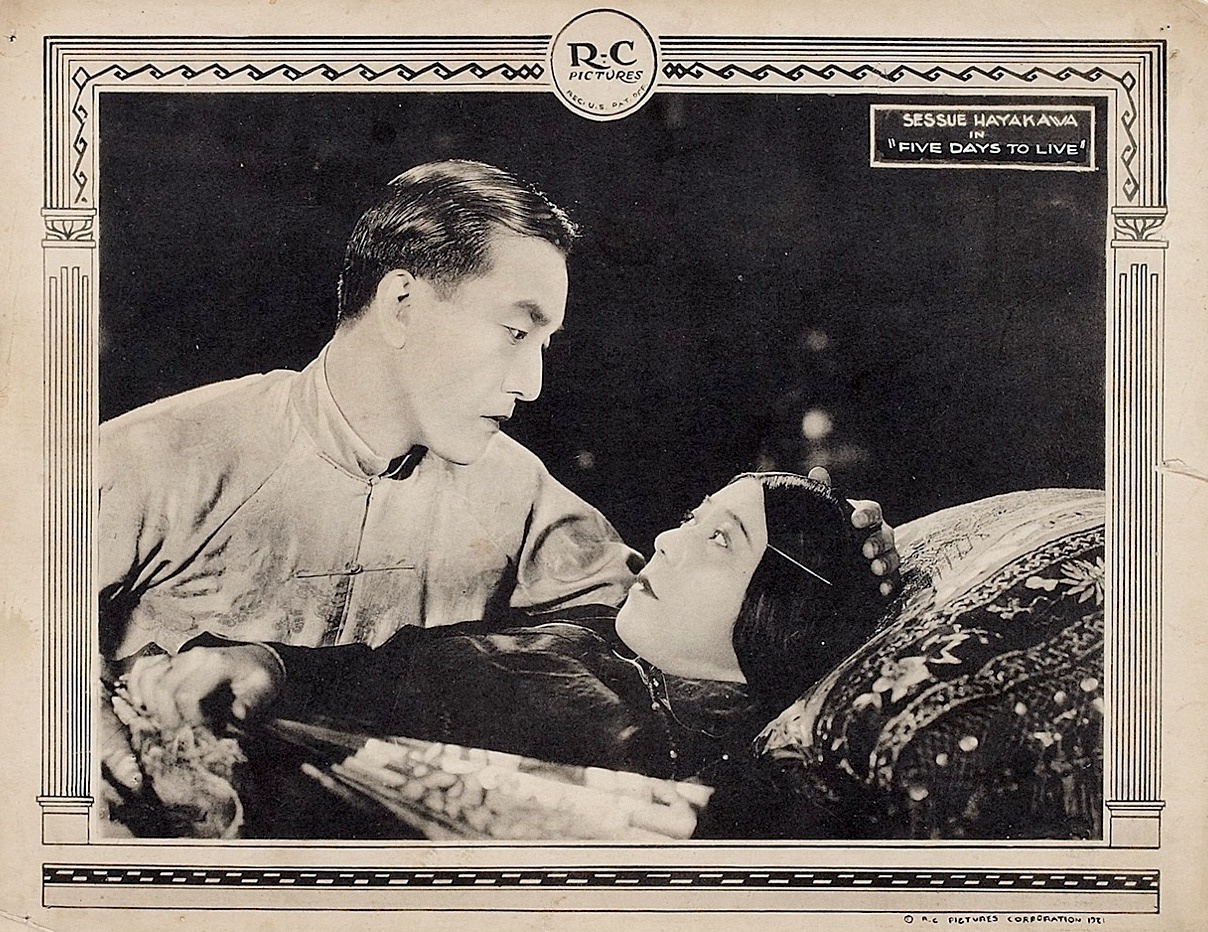
Carte promotionnelle du film.

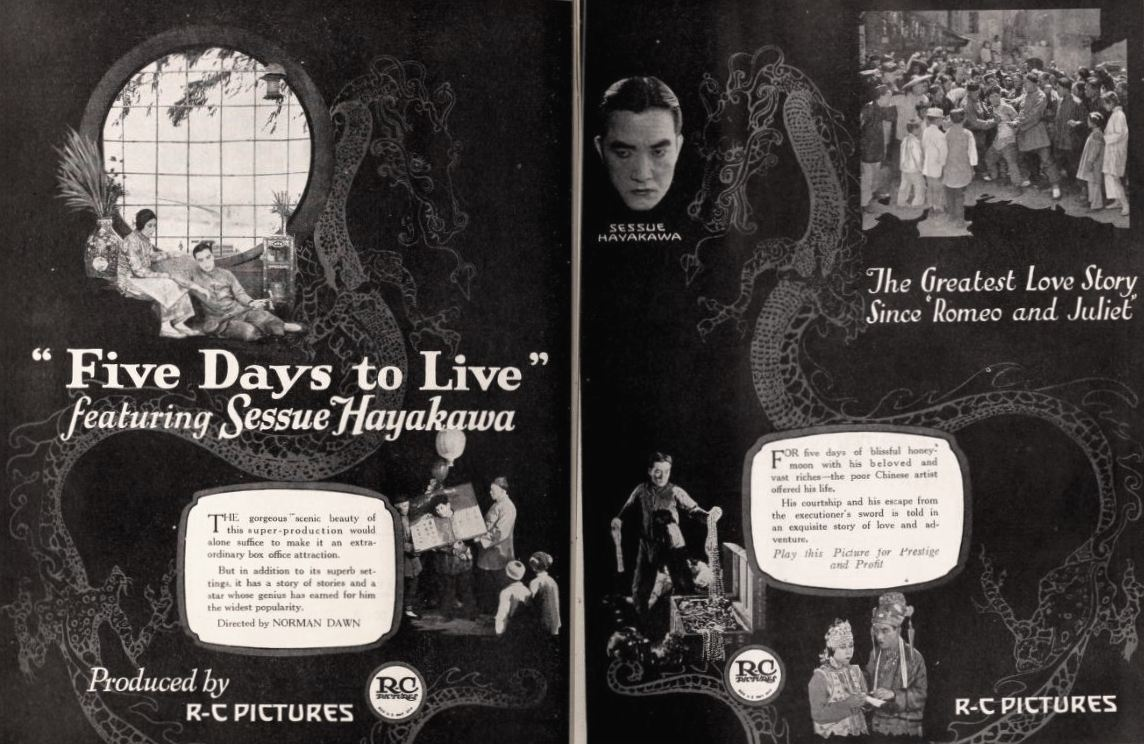
Annonce pour le film dans Exhibitors Herald.

Le Serment (Five Days to Live) est un film américain réalisé par Norman Dawn, sorti en 1922.

## Synopsis
Tai Leung, sculpteur sur ivoire, tombe amoureux de Ko Ai, maltraitée par son père adoptif Chong Wo. Elle est heureuse grâce à l'amour de Tai Leung. Déterminé à l'éloigner de sa dure vie de labeur, il obtient l'accord du père en lui promettant une grosse somme d'argent. Tai Leung apprend que The Wolf, un pirate condamné à la pendaison, paiera généreusement un remplaçant, et Tai Leung accepte de prendre sa place. Le mariage du jeune couple s'ensuit et Ko Ai est insouciante, ignorant les termes de l'accord qu'a conclu son mari. Le jour convenu, Tai Leung se présente à la prison pour prendre la place du condamné, et apprend qu'il est décédé entre-temps et que la justice est faite.

## Fiche technique
- Titre original : Five Days to Live
- Réalisation : Norman Dawn
- Scénario : Eve Unsell, Garrett Fort d'après l'histoire The Street of the Flying Dragon de Dorothy Goodfellow[2]
- Production : Robertson-Cole Pictures Corporation
- Genre : Mélodrame[1]
- Durée : 60 minutes
- Date de sortie : 8 janvier 1922

## Distribution
- Sessue Hayakawa : Tai Leung
- Tsuru Aoki : Ko Ai
- Goro Kino : Chong Wo
- Misao Seki : Li
- Toyo Fujita : Young Foo
- George Kuwa : Hop Sing